# Calydorea venezolensis
Calydorea venezolensis är en irisväxtart som först beskrevs av Pierfelice Ravenna, och fick sitt nu gällande namn av Peter Goldblatt och James Emil Henrich. Calydorea venezolensis ingår i släktet Calydorea och familjen irisväxter. Inga underarter finns listade i Catalogue of Life.